# العلاقات الكازاخستانية الكندية
العلاقات الكازاخستانية الكندية هي العلاقات الثنائية التي تجمع بين كازاخستان وكندا.

## مقارنة بين البلدين
هذه مقارنة عامة ومرجعية للدولتين:
| وجه المقارنة                                              | كازاخستان                      | كندا                     |
| --------------------------------------------------------- | ------------------------------ | ------------------------ |
| المساحة (كم2)                                             | 2.72 مليون                     | 9.98 مليون               |
| عدد السكان (نسمة)                                         | 17.95 مليون                    | 35.70 مليون              |
| الكثافة السكانية (ن./كم²)                                 | 6.6                            | 3.58                     |
| العاصمة                                                   | نور سلطان                      | أوتاوا                   |
| اللغة الرسمية                                             | اللغة القازاقية، اللغة الروسية | لغة إنجليزية، لغة فرنسية |
| العملة                                                    | تينغ كازاخستاني                | دولار كندي               |
| الناتج المحلي الإجمالي (بليون دولار)                      | 159.41 مليار                   | 1.65 تريليون             |
| الناتج المحلي الإجمالي (تعادل القوة الشرائية) بليون دولار | 439.39 مليار                   | 1.59 تريليون             |
| الناتج المحلي الإجمالي الاسمي للفرد دولار أمريكي          | 10.51 ألف                      | 43.25 ألف                |
| الناتج المحلي الإجمالي للفرد دولار أمريكي                 | 24.23 ألف                      | 45.07 ألف                |
| مؤشر التنمية البشرية                                      | 0.788                          | 0.913                    |
| رمز المكالمات الدولي                                      | +7                             | +1                       |
| رمز الإنترنت                                              | .kz، .қаз ‏                     | .ca                      |
| المنطقة الزمنية                                           | ت ع م+05:00، ت ع م+06:00       |                          |

## منظمات دولية مشتركة
يشترك البلدان في عضوية مجموعة من المنظمات الدولية، منها:
| علم المنظمة | اسم المنظمة                               | تاريخ انضمام كازاخستان | تاريخ انضمام كندا |
| ----------- | ----------------------------------------- | ---------------------- | ----------------- |
|             | مؤسسة التنمية الدولية                     | 23 يوليو 1992          | 24 سبتمبر 1960    |
|             | منظمة الأمن والتعاون في أوروبا            | 30 يناير 1992          | 25 يونيو 1973     |
|             | مؤسسة التمويل الدولية                     | 30 سبتمبر 1993         | 20 يوليو 1956     |
|             | منظمة حظر الأسلحة الكيميائية              | ?                      | ?                 |
|             | الأمم المتحدة                             | 2 مارس 1992            | 9 نوفمبر 1945     |
|             | الاتحاد الدولي للاتصالات                  | 23 فبراير 1993         | 1 يوليو 1908      |
|             | منظمة الشرطة الجنائية الدولية             | ?                      | ?                 |
|             | البنك الدولي للإنشاء والتعمير             | 23 يوليو 1992          | 27 ديسمبر 1945    |
|             | الاتحاد البريدي العالمي                   | ?                      | ?                 |
|             | المركز الدولي لتسوية المنازعات الاستشارية | 21 أكتوبر 2000         | 1 ديسمبر 2013     |
|             | وكالة ضمان الاستثمار متعدد الأطراف        | 12 أغسطس 1993          | 12 أبريل 1988     |
|             | بنك التنمية الآسيوي                       | 1994                   | 1966              |
|             | يونسكو                                    | 22 مايو 1992           | 4 نوفمبر 1946     |
|             | الفريق المعني برصد الأرض                  | ?                      | ?                 |
|             | مجموعة الموردين النوويين                  | ?                      | ?                 |

## وصلات خارجية
- موقع وزارة الخارجية الكازاخستانية
- موقع وزارة الخارجية الكندية